# Tenellia
Tenellia A. Costa, 1866 è un genere di molluschi nudibranchi della famiglia Trinchesiidae.

## Tassonomia
Il genere comprende le seguenti specie:
- Tenellia adspersa (Nordmann, 1845)
- Tenellia fuscata (Gould, 1870)
- Tenellia ivetteae Gosliner & Bertsch, 2017